# Pertibi Lama
Pertibi Lama is een bestuurslaag in het regentschap Karo van de provincie Noord-Sumatra, Indonesië. Pertibi Lama telt 1945 inwoners (volkstelling 2010).